# Die Zürcher Verlobung
Die Zürcher Verlobung is een West-Duitse filmkomedie uit 1957 onder regie van Helmut Käutner. De film is gebaseerd op een boek van Barbara Noack en werd destijds in Nederland uitgebracht onder de titel Het begon zo onschuldig.

## Verhaal
Juliane is een jong schrijfstertje dat genoeg heeft van de vriendschap met een voor haar veel te oude en te saaie zakenman; bovendien verdenkt ze hem ervan ontrouw te zijn. Daarom verhuist ze naar Berlijn om te werken voor haar oom, die een tandartspraktijk runt. Aldaar assisteert ze bij het trekken van een kies uit de mond van een nogal onbehouwen man, die vergezeld is van een vriend op wie Juliane onmiddellijk verliefd raakt.
Al gauw belandt Juliane verwikkeld in intriges met drie verschillende mannen, die allen een oogje op haar hebben. Het gaat om een filmregisseur, een zakenman en een arts. Met de zakenman is er vroeger al wat geweest en de plotselinge verliefdheid voor de arts brengt Juliane in het vaarwater van de filmman. Zij schrijft niet minder dan een scenario voor een film, dat meteen wordt geaccepteerd voor een verfilming. 

## Rolverdeling
| Acteur                | Personage                  |
| --------------------- | -------------------------- |
| Liselotte Pulver      | Juliane Thomas             |
| Paul Hubschmid        | Dr. Jean Berner            |
| Bernhard Wicki        | Paul Frank                 |
| Wolfgang Lukschy      | Jürgen Kolbe               |
| Roland Kaiser         | Helge Frank / Pips         |
| Rudolf Platte         | Edgar Stephan              |
| Werner Finck          | Dr. Julius Wayer           |
| Erwin Linder          | Veit Lauffer               |
| Traute Carlsen        | Tante Marie Berner         |
| Gisela Peltzer        | Lucie Krämer               |
| Peter Franck          | Film Producer, Dr. Krämer  |
| Hans Hermann Schaufuß | Oude man uit Heidelberg    |
| Maria Sebaldt         | Grace, Amerikaanse toerist |
| Marianne Hediger      | Heidi Lauffer              |
| Sibylle von Gymnich   | Rosi Berner                |
| Elsbeth Gmür          | Maria Berner               |
| Anny Ondra            | zichzelf                   |
| Max Schmeling         | zichzelf                   |
| Sonja Ziemann         | zichzelf                   |

## Ontvangst
Recensent van De Telegraaf schreef positief over het "sprankelende verhaal, dat een verregende vakantiemiddag volledig vergoedt". Ook criticus van De Volkskrant schreef dat de film "geknipt" is voor een vakantiedag, al benadrukte hij dat "het hele geval niet veel om het lijf [heeft]" en dat "de humor niet altijd even geslaagd" is.
Recensent van De Waarheid was van mening dat Käutner "over het wel aardige verhaaltje nogal makkelijk [is] heengelopen, zodat er een wat zoetsappige rolprent is ontstaan, die wel amuseert, maar weinig groots te zien heeft."